# アレクサンドル・タマニアン
アレクサンドル・タマニアン（アルメニア語: Ալեքսանդր Թամանյան 、1878年3月4日 - 1936年2月20日）はアルメニアの建築家。都市計画家。新古典主義建築の重要な作品を多く残している。
エカテリノダール（現在のクラスノダール）の銀行家の家に生まれる。 サンクトペテルブルクのロシア帝国美術アカデミーを1904年に卒業。
初期には副社長コチュベーイの邸宅（ツァールスコエセロー、1911年 - 1912年）Scherbatov内のSA家のブールバード（モスクワ 、1911年 - 1913年）、結核療養所、Prozorovskaya駅（現在は村の鉄道従業員の住宅クラトボ、モスクワ、1913年 - 1923年）カザン鉄道リュベルツイ（1916年）などがある。1914年に建築アカデミー、1917年に芸術アカデミー会員に選出される。
1923年、エレバンに共和国の新たな建設の可能性を見出して移動し、アルメニア・ソビエトの（1925年 - 1936年）メンバーとしてコミッサール人民評議会のローカルエンジニアだった長とCECなどから村や町の設計を受託し、1924年に承認されたエレバン初の近代的一般的な都市計画を作成。アルメニアの首都を主要な産業と文化の中心地に変換した。
1926年にソビエト連邦当局からステパナケルトに対する新しい都市計画の作成依頼を受け実施、その後1930年代と1960年代にも初期の計画に沿う形で拡張計画が実施された。その他にレニナカン（現在のギュムリ、1925年）Bayazet（現在Gavar）とAhta-ahpara（1927年） エチミアジン （1927年 - 1928年）などを担当した。
エレバンでの作品は水力発電所（1926年）、オペラハウス（1926年 - 1953年）、共和国広場（1926年 - 1941年）などがある。また、アルメニア歴史的建造物保護委員会議長を務め、国の歴史的建造物の修復プロジェクトの開発に大きな役割を果たした。息子らも建築家となり、一緒に協働した。
アルメニアでかつて発行されていた500ドラム紙幣に肖像が使用されていた。